# Cis stereophilus
Cis stereophilus är en skalbaggsart som beskrevs av Lawrence 1971. Cis stereophilus ingår i släktet Cis och familjen trädsvampborrare. Inga underarter finns listade i Catalogue of Life.